# Ama K. Abebrese
Ama K. Abebrese (Kumasi, 3 maggio 1980) è un'attrice ghanese naturalizzata britannica.

## Filmografia parziale
- Sinking Sands, regia di Leila Djansi (2010)
- Ties that Bind, regia di Leila Djansi (2011)
- Double-Cross, regia di Pascal Aka (2014)
- Beasts of No Nation, regia di Cary Joji Fukunaga (2015)
- The Cursed Ones, regia di Nana Obiri Yeboah (2015)
- Lotanna, regia di Toka McBaror (2017)
- Azali, regia di Kwabena Gyansah (2018)
- The Burial of Kojo, regia di Blitz Bazawule (2018)